# .32 S&W Long
 (juin 2024).
Si vous disposez d'ouvrages ou d'articles de référence ou si vous connaissez des sites web de qualité traitant du thème abordé ici, merci de compléter l'article en donnant les références utiles à sa vérifiabilité et en les liant à la section « Notes et références ».
Le .32 Smith & Wesson Long est une cartouche pour revolvers de tir sportif et de défense personnelle, fabriquée par la compagnie Smith & Wesson.

## Répertoire
Dans le registre national allemand des armes (NWR (de)), la cartouche est répertoriée sous le numéro de catalogue 87.

## Utilisation
Elle est utilisée dans quelques pistolets semi-automatiques de tir sportif. Sa commercialisation date de 1896 pour le S&W .32 Hand Ejector. Cette version musclée du .32 Smith & Wesson fut répandue jusque dans les années 1960 pour les armes de poche. Ces petits revolvers arment souvent les criminels des polars de James Lee Burke ou de New York, police judiciaire. Sa variante sportive, le .32 S&W Long Wadcutter, est toujours en usage de nos jours.

## Synonymes et munitions dérivées
- Il est dérivé du .32 S&W Short. Ce dernier est appelé également .32 S&W Court ou 8 x 15 mm R.
- Cette munition est toujours en fabrication et peut se tirer dans des armes chambrées en .32 Harrington & Richardson Magnum et celles chambrées en .327 Federal Magnum. La réciproque n'est pas possible, les étuis de .32 H&R et de .327 Federal Magnum étant bien plus long que celui de la .32 S&W Long.
- Les revolvers en .32 S&W Long acceptent les .32 S&W Short. La réciproque n'est pas possible.

## Dimension
- Diamètre réel de la balle : 8 mm
- Longueur de l'étui : 23 mm
- Longueur de la cartouche : 32,5 mm

## Balistique indicative
- Nature de la balle : balle en plomb nu ou balle blindée
- Forme de la balle : cylindro-ogivale ou wadcutter
- Masse de la balle : 6,37 g
- Vitesse initiale : 235 m/s
- Énergie initiale : 176 joules
- Prévision optimale : 50 m
- Pénétration : 50-75 mm de sapin

## Fabricants d'armes de ce calibre
- Hämmerli : 280, SP-20 (existent aussi en 22lr) ;

- SIG Hämmerli : P 240 ;

- Unique : DES 32 ;

- Pardini SP new ;

- Walther : GSP ;

- Manurhin .32 match ;

- Smith & Wesson : modèle 30, 31, 16.

- Fabrique fédérale d'armes à feu de Berne (et par SIG) : Les Revolvers_1882_et_1882/1929 peuvent également tirer cette cartouche, en plus de la cartouche d'origine 7,5 mm Ordonnance 1882, bien que les étuis ressortent souvent déformés ou éclatés. Les étuis de 32-20 légèrement modifiés sont bien plus adaptés.